# Macha Méril

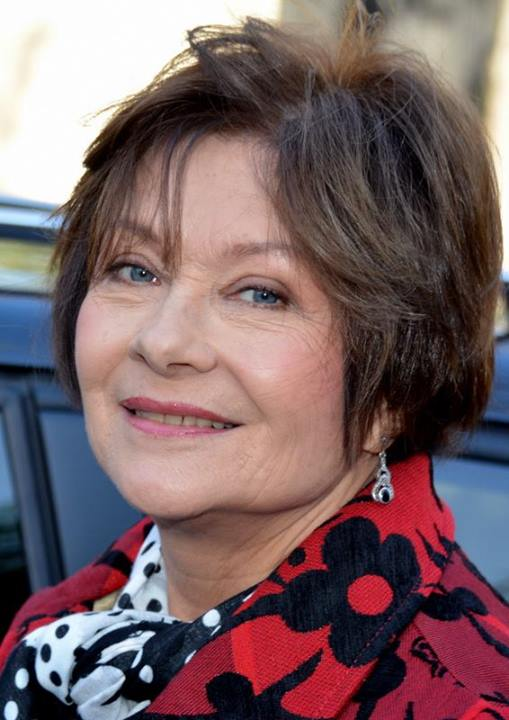
Macha Méril (2013)

Macha Méril (* 3. September 1940 in Rabat, Marokko; gebürtig Marie-Madeleine Gagarine) ist eine französische Schauspielerin.

## Leben
Die Tochter des exilrussischen Fürsten Wladimir Gagarine und Marie Belskys kam nach dem Tod ihres Vaters nach Paris, wo sie das Gymnasium besuchte und an der Sorbonne Literatur studierte. Sie belegte in Paris Schauspielkurse und besuchte von 1960 bis 1963 in New York das Actors Studio von Lee Strasberg. Ihre erste Filmrolle erhielt sie 1959. Vier Jahre später wirkte sie in ihrem ersten Hollywood-Film, Wer hat in meinem Bett geschlafen?, mit. Ihren Durchbruch hatte sie 1964 mit Jean-Luc Godards Eine verheiratete Frau, wofür sie den Preis „Suzanne Bianchetti“ als beste junge Schauspielerin des Jahres erhielt. In dem Karl-May-Film Der Ölprinz spielte sie 1965 eine Siedlertochter. 1968 gründete sie ihre eigene Filmproduktionsgesellschaft Machafilm.
Méril trat auch als Buchautorin in Erscheinung. Im Jahr 1982 veröffentlichte sie ihren Roman La star. 1986 war sie für die Rolle der Madame Landier in dem Spielfilmdrama Vogelfrei von Agnès Varda als beste Nebendarstellerin für einen César nominiert.
Im Jahr 2000 unternahm sie eine internationale Tournee mit dem Schauspiel Heiliges Feuer (Feu sacré) nach Texten der von ihr dargestellten George Sand mit Musik von Chopin. Im Jahr 2006 präsentierte sie ihren Roman Ce soir, c’est ta fête.
Méril, die von 1969 bis 1978 mit dem italienischen Produzenten und Regisseur Gian Vittorio Baldi verheiratet war, unterstützte bei den französischen Präsidentenwahlen 2002 Lionel Jospin und 2007 Ségolène Royal.
Sie ist die Ur-Enkelin des russischen Dichters Graf Wladimir Alexandrowitsch Sollogub.

## Filmografie (Auswahl)
- 1959: Im Zeichen des Löwen (Le signe du lion)
- 1960: La main chaude
- 1961: Das Spiel der Lüge (Adorable menteuse)
- 1962: Das Ruhekissen (Le repos du guerrier)
- 1963: Wer hat in meinem Bett geschlafen? (Who’s Been Sleeping in My Bed?)
- 1964: Eine verheiratete Frau (Une femme mariée)
- 1965: Der Ölprinz
- 1966: Lautlose Waffen (L’espion)
- 1967: Belle de Jour – Schöne des Tages (Belle de jour)
- 1967: Der Horizont (L’horizon)
- 1972: Wir werden nicht zusammen alt (Nous ne vieillirons pas ensemble)
- 1973: Die Chinesen in Paris (Les Chinois à Paris)
- 1975: Night Train - Der letzte Zug in der Nacht (L’ultimo treno della notte)
- 1975: Rosso – Farbe des Todes (Profondo rosso)
- 1976: Chinesisches Roulette
- 1978: Besuch Mama, Papa muß arbeiten (Va voir maman, papa travaille)
- 1978: Ein Mann sucht eine Frau (Robert et Robert)
- 1978: Tutti frutti – Rock’n Roll (Rock’n Roll)
- 1980: Zärtliche Cousinen (Tendres cousines)
- 1981: Ausgerechnet ihr Stiefvater (Beau-père)
- 1981: Rosen von Danzig (Le rose di Danzica)
- 1981: Ein jeglicher wird seinen Lohn empfangen… (Les uns et les autres)
- 1981: Das Auge (Mortelle randonnée)
- 1983: Le grand carnaval
- 1983: Der Schrei nach Leben (Au nom de tous les miens)
- 1983: Großstadthölle – Gehetzt und gejagt (Les fauves)
- 1985: Les rois du gag
- 1985: Vogelfrei (Sans toit ni loi)
- 1989: La vouivre
- 1989: Laura und Luis (Serie)
- 1991: Zauber der Venus (Meeting Venus)
- 1994: Le Fils de Gascogne
- 1996: Alla turca (auch Regie und Buch)
- 1998: Die Zeit der Jugend (La fille d’un soldat ne pleure jamais)
- 2012: Und nebenbei das große Glück (Un bonheur n’arrive jamais seul)
- 2017: Monsieur Pierre geht online (Un profil pour deux)

## Romane
- 1982: La star; Grasset
- 2000: Love Baba; Albin Michel
- 2004: Les mots des hommes
- 2006: Ce soir, c’est ta fête